# Adrianichthys oophorus
Adrianichthys oophorus е вид лъчеперка от семейство Adrianichthyidae. Видът е застрашен от изчезване.

## Разпространение
Разпространен е в Индонезия (Сулавеси).

## Описание
На дължина достигат до 8,5 cm.